# ساتي كازانوفا
ساتي كازانوفا (بالروسية: Сатаней Сетгалиевна Казанова)‏ هي عارضة أزياء ومغنية بوب ومذيعة تلفاز وممثلة تلفزيونية ولدت في 2 أكتوبر 1982 في فيرخنيي كوركوجين (قبردينو - بلقاريا)، روسيا، كانت مدرجة في قائمة أكثر النساء جاذبية من قبل المجلات مكسيم وإف إتش إم (طبعتان باللغة الروسية). هي من شركسية بأصلها العرقي وعندها ثلاث شقيقات. تخرجت من الأكاديمية الروسية للفنون المسرحية (غيتيس) والأكاديمية الروسية للموسيقى.

## وصلات خارجية
- ساتي كازانوفا على موقع IMDb (الإنجليزية)
- ساتي كازانوفا على موقع ميوزك برينز (الإنجليزية)
- ساتي كازانوفا على موقع ديسكوغز (الإنجليزية)
- ساتي كازانوفا على موقع قاعدة بيانات الفيلم (الإنجليزية)
- ساتي كازانوفا على موقع كينوبويسك (الروسية)
- موقعها في الإنترنت